# Banimento de jogadores russos e bielorrussos de Wimbledon

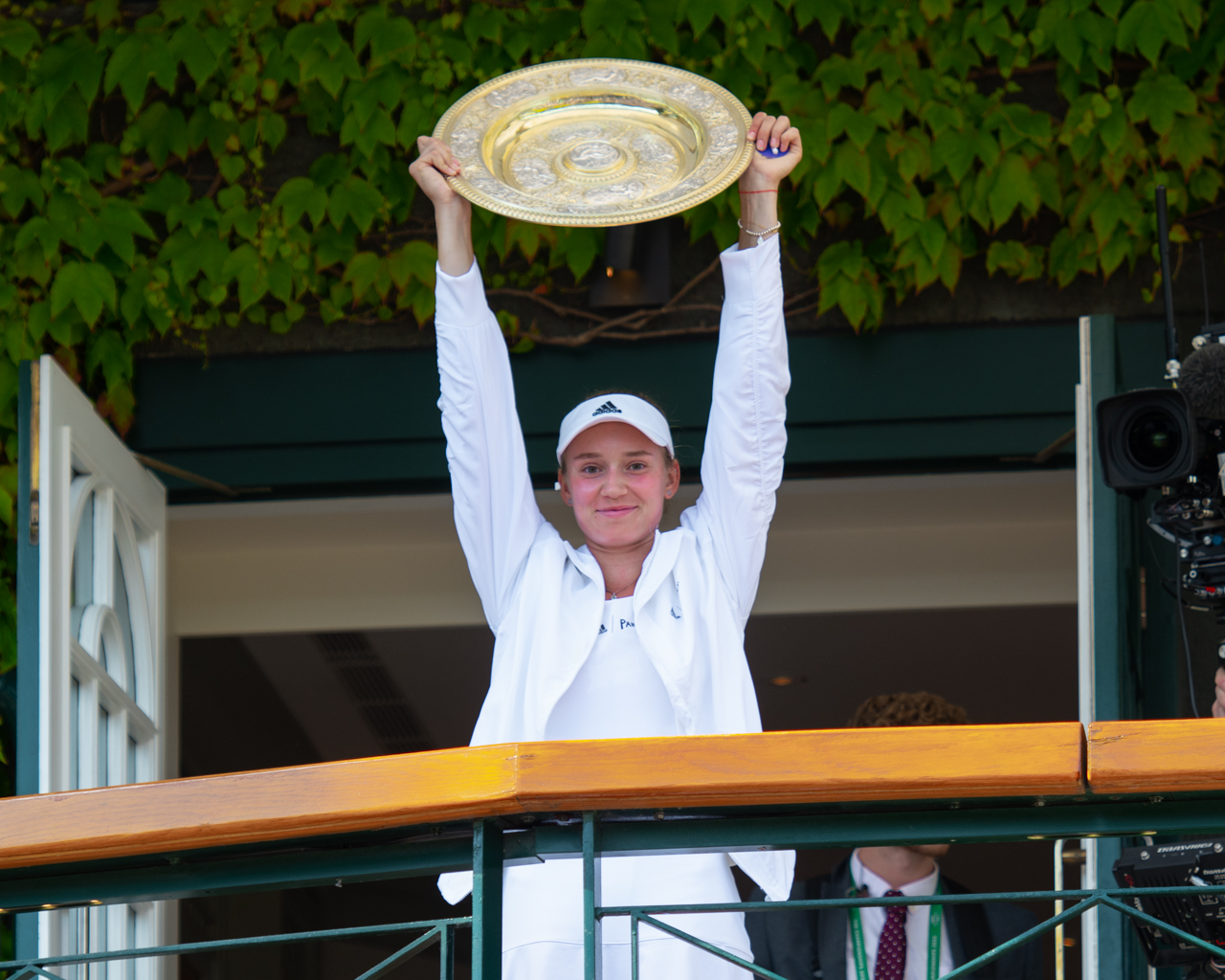
Elena Rybakina, que representou a Rússia até 2018, foi a campeã de Wimbledon em 2022.

Em 2022, os tenistas que representam a Rússia e a Bielorrússia foram impedidos de competir no Campeonato de Wimbledon daquele ano e em outros torneios de tênis do Reino Unido. 
Isso foi uma resposta à invasão russa da Ucrânia, o governo do Reino Unido pressionou o "All England Lawn Tennis and Croquet Club" (AELTC), que organiza Wimbledon (um dos quatro torneios do Grand Slam), a impor o banimento. 
Órgãos internacionais de tênis e muitos jogadores se opuseram ao banimento, incluindo a "Association of Tennis Professionals" (ATP) e a "Women's Tennis Association" (WTA), que decidiram não atribuir pontos de ranking para os resultados de Wimbledon naquele ano para nenhum jogador, homem ou mulher.

## Antecedentes e banimento
A Rússia, com o apoio de sua aliada Bielo-Rússia, invadiu a Ucrânia em 24 de fevereiro de 2022. Rapidamente enfrentou ampla condenação internacional, incluindo sanções no mundo do esporte. Em 1º de março de 2022, a ATP e a WTA condenaram a invasão e cancelaram um torneio conjunto planejado para ser realizado em Moscou. No mesmo dia, a "International Tennis Federation" (ITF) cancelou todos os seus eventos planejados para serem realizados na Rússia e suspendeu jogadores russos e bielorrussos de participar de competições internacionais como a Copa Billie Jean King, a Copa Davis e os Jogos Olímpicos. No entanto, russos e bielorrussos continuaram a ter permissão para competir em torneios e Grand Slams como atletas individuais sem bandeira nacional.
Em 15 de março de 2022, o ministro dos Esportes do Reino Unido [en], Nigel Huddleston [en], declarou em um comitê parlamentar que "ninguém que arvorasse a bandeira da Rússia deveria ter permissão" para jogar em Wimbledon (a ser realizado de 27 de junho a 10 de julho) e que qualquer russo que desejasse participar deveria ser obrigados a declarar seu não apoio a Putin. O CEO da WTA, Steve Simon [en], disse que não havia precedente para ameaçar banir jogadores de tênis "como resultado de posições políticas que sua liderança possa assumir". No mês seguinte, o AELTC e a "Lawn Tennis Association" (LTA) consultaram o governo de Boris Johnson sobre a participação russa em eventos de tênis no Reino Unido.
Em 20 de abril de 2022, citando "orientações estabelecidas pelo governo do Reino Unido", o AELTC anunciou que jogadores russos e bielorrussos não teriam permissão para jogar no próximo campeonato de Wimbledon. O presidente do AELTC, Ian Hewitt, disse que a decisão se deveu ao "ambiente de alto perfil dos campeonatos, à importância de não permitir que o esporte seja usado para promover o regime russo [en] e nossas preocupações mais amplas com a segurança do público e dos jogadores (incluindo a família)". No mesmo dia, o LTA anunciou que os jogadores russos e bielorrussos seriam banidos de todos os seus eventos, incluindo o Eastbourne International e o Queen's Club Championships.

## Reações, perda de pontos no ranking
Pesquisas de opinião mostraram que o banimento tinha "muito apoio popular" no Reino Unido. Muitos jogadores ucranianos apoiaram o banimento, como Alexandr Dolgopolov, Marta Kostyuk, Sergiy Stakhovsky, e Elina Svitolina. Também foi apoiado por países nórdicos, incluindo Suécia, Islândia, Finlândia e Noruega.
Muitos outros no mundo do tênis criticaram o AELTC por romper com o consenso formado pela ITF, ATP, WTA e os outros três torneios do Grand Slam para permitir que russos e bielorrussos competissem como atletas neutros. A ATP e a WTA emitiram declarações em 20 de abril de 2022, opondo-se ao banimento como discriminatório, embora continuem a condenar a invasão. Muitos jogadores atuais e antigos se manifestaram contra o banimento, como Novak Djokovic, Billie Jean King, John Millman, Andy Murray, Rafael Nadal, Martina Navratilova, e Alexander Zverev. Andrey Rublev, que foi um dos banidos, chamou isso de "completa discriminação" e disse que esperava encontrar uma solução oferecendo-se para doar seu prêmio em dinheiro.
Em 20 de maio de 2022, em uma ação "sem precedentes", a ITF, a ATP e a WTA anunciaram que não concederiam pontos de ranking: ITF Junior, ITF Wheelchair, ATP ou WTA para resultados em Wimbledon em resposta ao banimento de jogadores. No entanto, os pontos ATP e WTA não foram excluídos de Eastbourne e Queen's porque, ao contrário de Wimbledon, haveria oportunidades para jogadores russos e bielorrussos competirem na mesma semana em eventos fora do Reino Unido. O AELTC disse que estava desapontado com a decisão de tirar os pontos do ranking de Wimbledon, e alguns jogadores consideraram a decisão injusta, como Andy Murray e Casper Ruud.
Em 4 de julho de 2022, a WTA aplicou multas de US$ 750.000 ao AELTC e US$ 250.000 à LTA pelo banimento. Ambos recorreram das multas. Em 7 de dezembro de 2022, a ATP multou a LTA em US$ 1 milhão por causa do banimento.

## Consequências
O banimento se aplica a dezesseis jogadores individuais ATP ou WTA classificados entre os 100 primeiros. Entre os mais proeminentes impedidos de competir estavam os russos Daria Kasatkina, Veronika Kudermetova, Daniil Medvedev, Anastasia Pavlyuchenkova e Rublev, e as bielorrussas Victoria Azarenka e Aryna Sabalenka.
Apesar do banimento, o título individual feminino foi ironicamente conquistado por uma jogadora nascida na Rússia: Elena Rybakina (que mudou sua nacionalidade para o Cazaquistão em 2018 apenas devido à falta de apoio da Federação Russa de Tênis [en]). A mídia estatal russa [en] celebrou a vitória de Rybakina como uma vitória nacional, apesar de sua decisão em 2018 de não representar mais seu país natal. Além disso, a jogadora de duplas Natela Dzalamidze [en], entre as 100 melhores, mudou sua nacionalidade em junho de 2022 da Rússia para a Geórgia para poder jogar em Wimbledon e nas Olimpíadas; ela alcançou a segunda rodada de duplas femininas de Wimbledon. Mudar a nacionalidade no tênis já foi feito muitas vezes no passado e no presente, sendo uma das mais celebradas Martina Navratilova na década de 1970.
A ausência de pontos no ranking de Wimbledon foi sentida ao longo do ano. No ranking WTA, Rybakina teria chegado ao top 10 com sua vitória, mas em vez disso ficou fora do top 20; ela disse que "não era o melhor" que, apesar de ser uma campeã importante, não estava recebendo o tratamento de uma das 10 melhores jogadoras no que diz respeito à colocação em quadra e agendamento de partidas; e ela ficou para trás na corrida para o WTA Finals, terminando como a 22ª no final do ano, em vez de possivelmente a 7ª ou superior. No ranking da ATP, o campeão individual masculino Djokovic caiu do 3º para o 7º lugar, apesar de defender seu título, e enfrentou uma grande diferença de pontos na busca pelo eventual nº 1 do final do ano, Carlos Alcaraz; com a pontuação de Wimbledon, Djokovic teria terminado como o No. 2 no final do ano, a apenas 200 pontos do topo, em vez do No. 5 que acabou obtendo. Nick Kyrgios, o finalista individual masculino, teria entrado no top 20 da ATP após o torneio, mas em vez disso ficou em 40º lugar.
Em dezembro de 2022, foi relatado que o AELTC estava reconsiderando o banimento antes do Campeonato de 2023. Em 31 de março de 2023, o AELTC revogou o banimento, anunciando que russos e bielorrussos seriam autorizados a jogar se se abstivessem de expressar apoio à invasão e assinassem declarações atestando sua neutralidade.